# Тагасодэ
«Тагасодэ» (яп. 誰袖, 誰ヶ袖, 誰が袖 «Чьи рукава?») — произведения японской живописи, представляющие собой изображения полок с развешанной одеждой. На росписях «Тагасодэ» отсутствуют люди, оставившие лишь намёк на их былое присутствие. Чаще всего подобные росписи делались на ширмах и были популярны в периоды Момояма и начале периода Эдо. Одежда, изображённая на росписях, отражает тенденции моды конца XVI — начала XVII века.

## Описание
На ширмах с поэтическим названием «Тагасодэ» или «Чьи рукава?» изображены богатые предметы одежды, чаще всего женской, из узорчатой ткани, развешанные на полках. Иногда рядом с одеждой появляются предметы мебели, коробки для парфюмерии, письма, игрушки, украшения или музыкальные инструменты. Фраза «Чьи рукава?» встречается в классической японской любовной поэзии. «Тагасодэ» часто является вводной фразой в стихотворении, далее лирический герой размышляет о том, кто эта красивая женщина, которая носит эту одежду. «Тагасодэ» могут обладать скрытым провокационным смыслом: автор приглашает зрителя на размышления о том, кем является хозяйка этой одежды.

## История

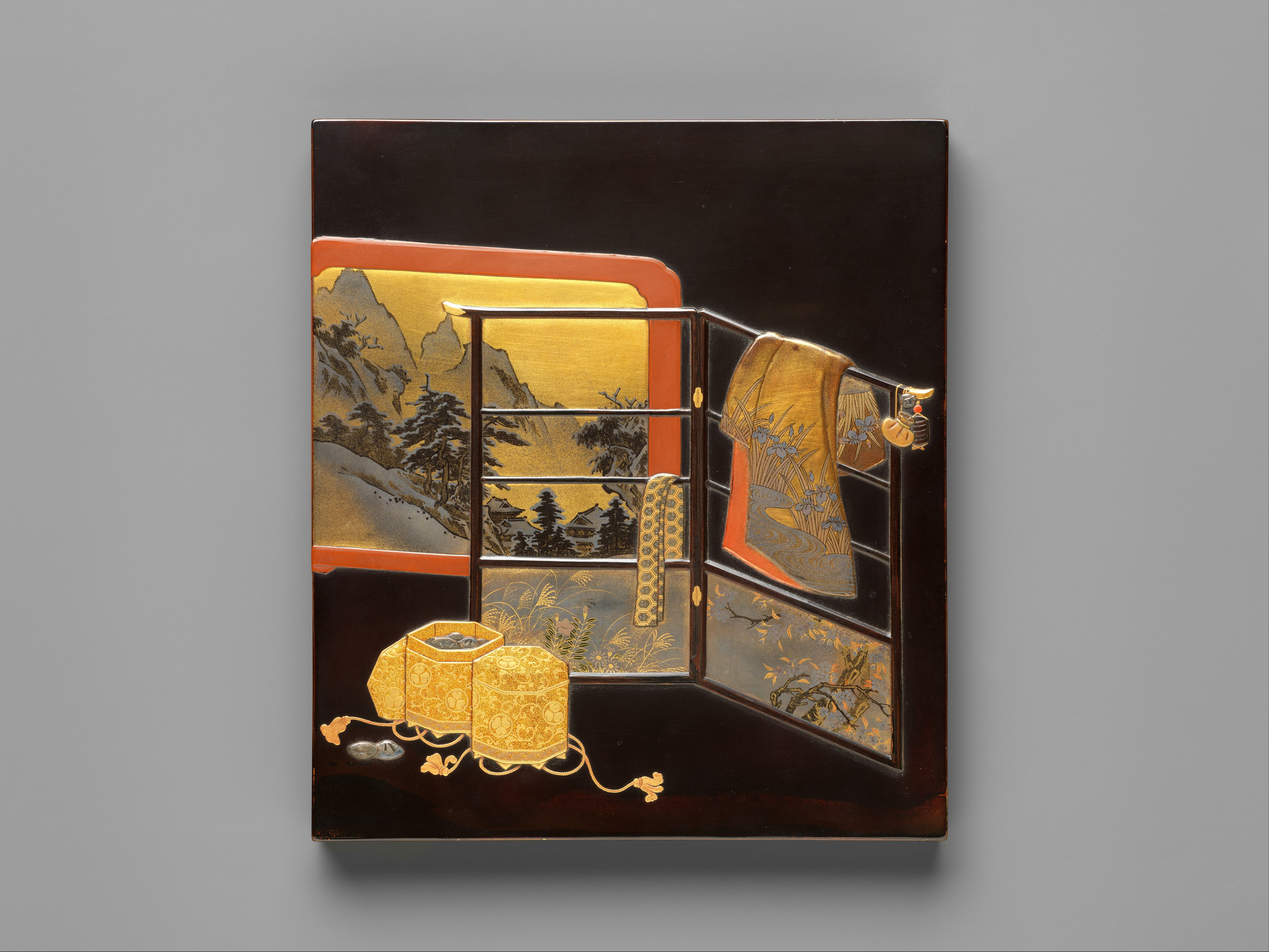
Судзури-бако с «Тагасодэ».

Общим термином «Тагасодэ» впоследствии стали называть ширмы и другие произведения с подобной тематикой, примерно с XIX века, хотя большая их часть была создана раньше. К началу XVII века, изображение нарядов (ико-дзю) часто появляется на горизонтальных и вертикальных свитках и ксилографических иллюстрациях книг. Эти произведения, возможно, родились из жанровых сцен с уличными видами или сценами внутри помещений. Похожие иллюстрации публиковались в книгах по этикету для дам, где показывалось, каким образом нужно развешивать и показывать их одежду, входящую в приданое. Сами полки с одеждой зачастую использовались непосредственно вместо ширм для разделения пространства в комнате либо для отделения небольшой площади, где можно уединиться. Также подобные полки с богатой, красиво развешанной одеждой демонстрировали богатство её владельцев и были своеобразным «модным показом». Более ранних ширм с «Тагасодэ» на данный момент не сохранилось, но известны произведения лакового искусства XV—XVI веков с подобными изображениями. «Тагасодэ» часто изображалось на коробочках для благовоний. Изображая различные цветы вместе с одеждой, авторы словно предполагали, каким будет запах этой одежды; запах незнакомки часто упоминался и в стихотворениях, благодаря которым появились эти росписи. Росписи с «Тагасодэ» стали очень популярны в периоды Момояма и начало периода Эдо. Над ними трудились мастера из различных школ живописи. Некоторым из сохранившихся ширм приписывают авторство Тавараи Сотацу либо его учеников. В более поздние времена менее изысканные зрители, скорее всего, перестали воспринимать тонкий поэтический смысл «Тагасодэ», и со второй половины XVII века их популярность стремительно пошла на убыль.